# سیارک ۱۲۴۳۵
سیارک ۱۲۴۳۵ (به انگلیسی: 12435 Sudachi، نامگذاری:1996BX) دوازده هزار و چهارصد و سی و پنجمین سیارک کشف شده‌است که در ۱۷ ژانویه ۱۹۹۶ کشف شد.